# Guatraché

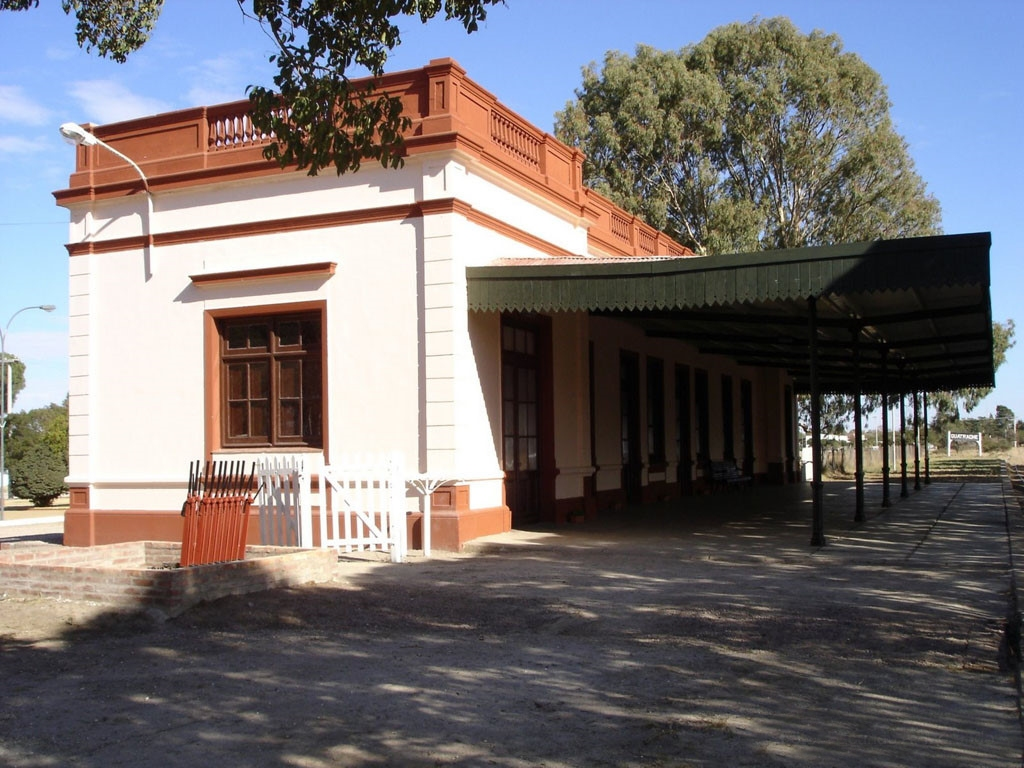
Estación de ferrocarril de Guatraché

Guatraché es la ciudad y municipio cabecera del departamento homónimo, en la provincia de La Pampa, Argentina. Su zona rural se extiende también sobre el departamento Hucal.
Se encuentra a 171 km de la capital provincial Santa Rosa y a 693 km de Buenos Aires. Se accede a través de la Ruta Provincial 1 y la Ruta Provincial 24.

## Población
Contó con 5,037 habitantes (Indec, 2010), lo que representó una baja frente a los 5,271 habitantes (Indec, 2001) del censo anterior.En tanto, la composición de la población fue de 2.498 varones y 1.625 índice de masculinidad del 98.39%. También, se contabilizaron 2.057 viviendas, un notorio incremento frente a las 1.625 del censo anterior.
El censo nacional 2022 arrojó 5396 habitantes y 2496 viviendas.
| Gráfica de evolución demográfica de Guatraché entre 1991 y 2022 |
|                                                                 |
| Fuente de los Censos Nacionales del INDEC                       |

## Toponimia
Surge de la Compañía "Guatrache Land Company". Y éste del araucano, "guatra": viene de "huata" (término popular en Chile que significa vientre)  y "che" significa gente, es decir, "panza de gente" (Diccionario de las Gobernaciones Nacionales). Otra variante sería: "guatra" como "forastero" como "petizo", conducentes a "gente forastera" y "gente petiza", respectivamente. 
También se conecta "guatra" con "enfermedad", narrando que las aguas con sales y agentes químicos habrían producido dilataciones abdominales. Esto ilustra el hecho que si bien el atractivo de referencia de la laguna de Guatraché es por sus propiedades curativas, también le adosan las características de que la ingesta de sus aguas provoca un marcado efecto gastrointestinal. No se considera improcedente destacar la trascendencia de estos hechos en relación con la interpretación del topónimo. No es casual que el sustantivo "guatra" equivalga a "vientre", ya que los efectos gastrointestinales señalados tendrían mucho que ver con la etimología del vocablo. En efecto, "enfermo" se dice "guthram" en araucano (Manual de la lengua pampeana) en este caso la versión seria "la laguna de la gente enferma".

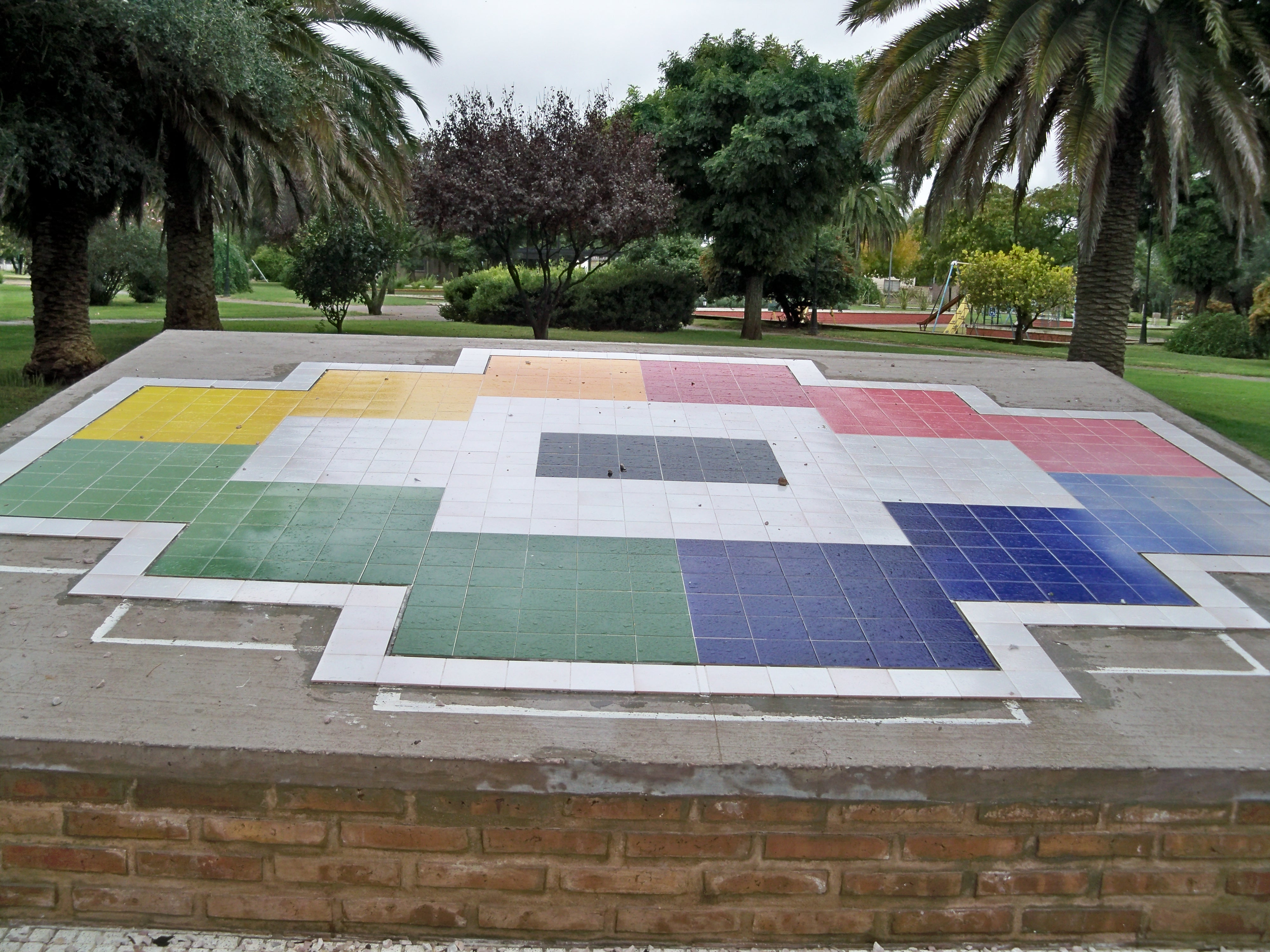
Monumento "Esencia pampa". Localidad de Guatraché. Provincia de La Pampa.

### Aporte mapuche
Según el lonco mapuche de la comunidad Millaín Currical (Neuquén), Guatraché significa "gente rescatada".

### Otra interpretación posible
El 23/06/1984 Siringa Libros Publicó el "Diccionario Español Mapuche" basado en el libro "Voz De Arauco" de P. Ernesto Wilhelm De Moesbach.
Leyendo el mismo se encuentra la palabra "Guautru" o "Wautro" definiendo a un género de arbustos compuestos como la chilca, la chilquilla, el romerillo, etc. Se podría decir entonces que el nombre Guatraché sería una conjunción de guautru (chilcas) y che (gente) que significaría "gente de las chilcas" o más bien "chilqueños".

Esta herencia mapuche está presente en estos días en el pueblo a través del símbolo que se utiliza para identificar al pueblo y al turismo local. Esta es la guarda de "Esencia Pampa", la cual fue construida en la Plaza de la localidad en el año 2015, pero representa un logo que fue creado previamente en un taller organizado por el equipo técnico del plan de desarrollo turístico y el municipio local, a cargo de dos licenciadas locales.

Podemos ver un concepto moderno en sus colores y diseños, pero a la vez representa una guarda pampa, tan antigua como los primeros habitantes, originarios de esta región. El sentido que se le dio originalmente a este logo fue la de dar nueva identidad visual, que pretende resignificar el nombre de marca del destino turístico Guatraché, así como su logotipo, incorporando signos y elementos de identificación visual y una nueva frase de posicionamiento: Guatraché – Esencia Pampa. Esta imagen está basada en la guarda pampa. Las palabras referenciales que acompañan al conjunto: “Esencia Pampa”, pretende posicionar a Guatraché como un destino esencialmente pampeano con todos los atributos y experiencias significativas que se pueden generar en la Pampa. La idea es que cada sentido,  se asocie a un producto turístico. La propuesta cromática definida en cuatro colores, expresa la variedad de posibilidades y/o productos y servicios de Guatraché como destino turístico y recreativo (Termas, Azul; Naturaleza, Verde; Turismo Rural, Naranja; Cultura, Historia y Religión, Amarillo). Son dos pares de gamas cromáticas: una cálida y otra fría que completan una suerte de arco iris cromático. Esta variedad se apoya visualmente en el color negro de la palabra Guatraché.

## Historia
- Hacia 1870 el Ejército Argentino expulsaba a los últimos aborígenes
- 1876, el cacique Juan José Catriel vivía con su gente en la región. Pervive un Cementerio indígena, y restos arqueológicos en la laguna
- 28 de marzo de 1883, las tierras adjudicadas a Esteban Castaing, las transfiere a Mariano Unzué, a Carlos A. Giménez y la familia Nieves. Al final, los Unzué venden sus propiedades a la Cía. Guatraché, que traza la ciudad con diagonales, construye escuela, correo y estación y subdivide los lotes.
- La localidad de Guatrache fue fundada el 19 de abril de 1908 por la compañía de tierras Guatrache Land Company Limited, sin embargo sus orígenes se remontan a la época de la Campaña al Desierto.  El núcleo poblacional previo a la fundación del pueblo, como en el caso de la mayoría de los pueblos pampeanos, se concentraba en torno al rectángulo que ocupaba la estación y playa de maniobras ferroviaria.  Antes de ser fundada ya existían asentamientos humanos, en 1902 se establecieron en la localidad varias familias procedentes del partido de Puan (Buenos Aires).  En 1906 se inaugura el ramal Puan-Remeco, llega el ferrocarril facilitando el arribo de inmigrantes.  En 1908, año fundacional, se procede a la subdivisión y el trazado construyendo los principales edificios públicos. En 1923 se crea la municipalidad- El fraccionamiento y parcelamiento de las tierras, la llegada de los primeros núcleos de colonos agricultores, muchos de ellos inmigrantes, dieron el puntapié inicial a lo que prometía ser un despegue venturoso para la flamante comunidad.  El tendido de alambradas, la instalación de molinos, la construcción de viviendas junto al arduo trabajo de la tierra, perfilaron a los nuevos pioneros pero, lamentablemente, al mismo tiempo que sembraban las simientes se iniciaban una serie de problemas tanto de origen natural como humano que repercutirían negativamente sobre el nuevo espacio productivo.[5]

- 1909, dos grandes remates.
- 1910, el restante remate (diez años antes del acabo es de ciclo Húmedo). La compañía con sede en Londres, poseía planos de la traza urbana, con diagonales.

## Clima
La localidad de Guatraché y el departamento que la contiene se sitúan en plena región de la denominada Pampa húmeda, y a su vez se encuentra muy cercana geográficamente del comienzo de la franja fitogeográfica de la Pampa seca.
La temperatura mínima absoluta registrada en esta localidad es de -12,8 °C (Período 1941 - 1970) y el registro de la máxima absoluta para el mismo período es de 44.7 °C.
| Parámetros climáticos promedio de Guatraché - Normales : 1941-1970 - Extremos : 1941-1970 | Parámetros climáticos promedio de Guatraché - Normales : 1941-1970 - Extremos : 1941-1970 | Parámetros climáticos promedio de Guatraché - Normales : 1941-1970 - Extremos : 1941-1970 | Parámetros climáticos promedio de Guatraché - Normales : 1941-1970 - Extremos : 1941-1970 | Parámetros climáticos promedio de Guatraché - Normales : 1941-1970 - Extremos : 1941-1970 | Parámetros climáticos promedio de Guatraché - Normales : 1941-1970 - Extremos : 1941-1970 | Parámetros climáticos promedio de Guatraché - Normales : 1941-1970 - Extremos : 1941-1970 | Parámetros climáticos promedio de Guatraché - Normales : 1941-1970 - Extremos : 1941-1970 | Parámetros climáticos promedio de Guatraché - Normales : 1941-1970 - Extremos : 1941-1970 | Parámetros climáticos promedio de Guatraché - Normales : 1941-1970 - Extremos : 1941-1970 | Parámetros climáticos promedio de Guatraché - Normales : 1941-1970 - Extremos : 1941-1970 | Parámetros climáticos promedio de Guatraché - Normales : 1941-1970 - Extremos : 1941-1970 | Parámetros climáticos promedio de Guatraché - Normales : 1941-1970 - Extremos : 1941-1970 | Parámetros climáticos promedio de Guatraché - Normales : 1941-1970 - Extremos : 1941-1970 |
| Mes                                                                                       | Ene.                                                                                      | Feb.                                                                                      | Mar.                                                                                      | Abr.                                                                                      | May.                                                                                      | Jun.                                                                                      | Jul.                                                                                      | Ago.                                                                                      | Sep.                                                                                      | Oct.                                                                                      | Nov.                                                                                      | Dic.                                                                                      | Anual                                                                                     |
| ----------------------------------------------------------------------------------------- | ----------------------------------------------------------------------------------------- | ----------------------------------------------------------------------------------------- | ----------------------------------------------------------------------------------------- | ----------------------------------------------------------------------------------------- | ----------------------------------------------------------------------------------------- | ----------------------------------------------------------------------------------------- | ----------------------------------------------------------------------------------------- | ----------------------------------------------------------------------------------------- | ----------------------------------------------------------------------------------------- | ----------------------------------------------------------------------------------------- | ----------------------------------------------------------------------------------------- | ----------------------------------------------------------------------------------------- | ----------------------------------------------------------------------------------------- |
| Temp. máx. abs. (°C)                                                                      | 44.7                                                                                      | 43.5                                                                                      | 40.6                                                                                      | 36.0                                                                                      | 30.5                                                                                      | 24.5                                                                                      | 24.0                                                                                      | 29.7                                                                                      | 32.8                                                                                      | 35.7                                                                                      | 40.1                                                                                      | 42.5                                                                                      | 44.7                                                                                      |
| Temp. máx. media (°C)                                                                     | 31.5                                                                                      | 30.6                                                                                      | 26.2                                                                                      | 21.8                                                                                      | 17.1                                                                                      | 12.9                                                                                      | 13.1                                                                                      | 15.7                                                                                      | 18.4                                                                                      | 21.7                                                                                      | 26.3                                                                                      | 29.9                                                                                      | 22.1                                                                                      |
| Temp. media (°C)                                                                          | 23.2                                                                                      | 22.4                                                                                      | 19.0                                                                                      | 14.8                                                                                      | 10.7                                                                                      | 7.4                                                                                       | 6.9                                                                                       | 9.0                                                                                       | 11.4                                                                                      | 14.6                                                                                      | 18.6                                                                                      | 21.5                                                                                      | 15.0                                                                                      |
| Temp. mín. media (°C)                                                                     | 14.6                                                                                      | 13.7                                                                                      | 11.3                                                                                      | 7.3                                                                                       | 4.6                                                                                       | 2.2                                                                                       | 1.1                                                                                       | 2.0                                                                                       | 4.0                                                                                       | 6.9                                                                                       | 10.7                                                                                      | 13.1                                                                                      | 7.6                                                                                       |
| Temp. mín. abs. (°C)                                                                      | 2.8                                                                                       | 1.7                                                                                       | -3.4                                                                                      | -4.3                                                                                      | -7.1                                                                                      | -11.0                                                                                     | -12.8                                                                                     | -11.2                                                                                     | -8.5                                                                                      | -3.9                                                                                      | -1.3                                                                                      | 0.7                                                                                       | -12.8                                                                                     |
| Precipitación total (mm)                                                                  | 91.4                                                                                      | 75.2                                                                                      | 100.5                                                                                     | 68.4                                                                                      | 38.3                                                                                      | 22.2                                                                                      | 23.4                                                                                      | 26.8                                                                                      | 49.9                                                                                      | 79.4                                                                                      | 99.5                                                                                      | 94.0                                                                                      | 769.1                                                                                     |
| Humedad relativa (%)                                                                      | 47                                                                                        | 51                                                                                        | 62                                                                                        | 67                                                                                        | 74                                                                                        | 80                                                                                        | 76                                                                                        | 66                                                                                        | 63                                                                                        | 64                                                                                        | 59                                                                                        | 50                                                                                        | 63                                                                                        |
| Fuente: Secretaria de Minería                                                             |                                                                                           |                                                                                           |                                                                                           |                                                                                           |                                                                                           |                                                                                           |                                                                                           |                                                                                           |                                                                                           |                                                                                           |                                                                                           |                                                                                           |                                                                                           |

## Laguna de Guatraché
De 950 ha, con acceso pavimentado de 12 km se encuentra la laguna y las termas homónimas.  También se pueden realizar actividades náuticas.  El espejo de agua tiene una superficie de 778 has y aproximadamente 40 has de playas y salinas, la superficie varía de acuerdo a las precipitaciones anuales. La Laguna y su entorno fue declarada Área Natural Protegida, a fin de conservar las características de su cuerpo de agua y la biodiversidad existente en esta área natural. 
Esta zona tan particular fue poblada largo tiempo por pueblos indígenas que aprovechaban la calidad del agua de los manantiales, el refugio del bosque y los cerros para establecerse. Quedan de aquella épocas relatos de la presencia de los últimos grandes caciques, como Juan Catriel, quienes asistieron al ocaso de su poderío ante la conquista militar de su terruño. Luego llegó la etapa del poblamiento blanco, llevado adelante por criollos e inmigrantes que construyeron una nueva sociedad.
La declaración del Área Protegida
Mediante la Ley provincial N.º 1353, sancionada el 5 de noviembre de 1991, se declarará área protegida a la laguna y su entorno "... Con el propósito de mantener y conservar el ecosistema y para propiciar la investigación, la recreación y el turismo ambiental". El propietario de los campos de la zona, señor Samuel Novick, fue el donante de la superficie con vistas a la instalación de un área de recreo y observación de la zona circundante, colaborando en la ejecución de aquellos considerados.

## Termas de Guatraché
Con agua hipermarina (y mucho más salina que el mar Muerto), con sulfatos, cloruros de Ca y Mg; surgen a 32 °C desde 240 m, con altísima concentración de sales fuertemente cloruradas-sulfatadas-calcácicas-magnésicas e hipermarinas, es muy terapéutica para dolores reumáticos, articulares, problemas de piel, etc. Se accede a los baños en verano. La presencia de algas es otro recurso medicinal-termal.

## Colonia Menonita Evangélica Nueva Esperanza
En el año 1985 llegaron a la localidad de Guatraché, provenientes de colonias en los países de México, Paraguay y Bolivia, un grupo de familias menonitas. Se instalaron en la estancia conocida en la zona como Remecó. Este grupo es seguidor de la ideología de Menno Simons, sacerdote católico que renunció a la Iglesia católica en el año 1536, por discrepancias ideológicas. Sus ideas promovían un retorno al fundamento bíblico, incluyendo la austeridad y el sacrificio como valores esenciales.  
Los menonitas son cristianos anabautistas; creen en Dios, Jesús y el Espíritu Santo, y no creen en santos, vírgenes, insignias e imágenes. Concurren a misa todos los domingos, siendo la confesión pública, ya que para vivir en paz y fraternidad con el prójimo sobre la tierra, se debe saber perdonar las faltas. La religión no prohíbe nada con respecto a la comida y salud. 
Su alimentación está basada en una tradición holandesa-alemana, consumen muchas verduras, pastas y carnes hervidas, pero la comida de migración llevada a cabo por tantos años hizo que fueran incorporando alimentos y costumbres de distintos países como por ejemplo: sopa canadiense, taco mexicano, mate y asado argentino. 
En cuanto al cuidado de su salud, si bien hay un enfermero y comadrona en la Colonia, quienes realizan primeros auxilios o atención primaria a parturientas o accidentados, la religión no expresa condición alguna, por lo tanto cada familia elige su médico y atención, concurren a centros de salud provinciales estatales y privados realizándose los tratamientos indicados. 
Formar una familia es un mandato divino. Está compuesta por el matrimonio - caduca con la muerte- y los hijos que, a su creencia, Dios envía para bendecir al matrimonio; no hay ningún tipo de cuidado sexual. Los padres enseñan a su hijos las tareas diarias para así conservar su cultura y el día que se casen sepan realizarlas para poder mantener la familia. 

### Educación y la cuestión del idioma
Los niños concurren a sus propias escuelas; la educación es obligatoria entre los 5 o 6 y 12,13 o 14 años La escuela tiene una sola aula y un solo maestro -profesión de hombre- quien dicta las clases en Hochdeutsch, de matemática -cuatro operaciones básicas: suma, resta, multiplicación y división- distintos problemas de pasajes matemáticos; en lenguaje la lectoescritura en mayúscula, minúscula, imprenta y cursiva como así también en letra gótica. Completa la religión, el canto y con respecto a la historia, sus comienzos, leyendo en forma obligatoria "Los Mártires". 
Por un acuerdo llevado a cabo en el año 1997 entre representantes de la Colonia Menonita y el Ministerio de Educación de la Provincia, los padres deben enseñar la lectoescritura en sus casas a sus hijos y el Ministerio, asistir con libros, asesoramiento y evaluación. 
Su idioma y/o dialectos varían según las actividades que realicen: 
- Plautdietsch es un dialecto donde han mezclado el alemán bajo con holandés; lo usan durante todo el día para comunicarse entre ellos.
- Hochdeutsch: alemán `puro antiguo, usándolo únicamente en iglesia y escuela.
- Dialecto holandés: sólo y a veces para hacer pequeños apuntes o tomar notas, hace más de 450 años que no se usa en toda Europa.
- Castellano: aprendiéndolo solo por la necesidad de comunicarse, primero los hombres quienes realizan el comercio y luego, las mujeres por curiosidad.

### Demografía de la colonia
Siempre han declarado los casamientos, nacimientos y defunciones en el registro Civil de Guatraché. Durante el periodo 1986-2002 se registró un total de 716 nacidos, 44 defunciones y 158 matrimonios. El censo de 2010, último realizado en nuestro país, dio un total de 1.506 personas viviendo en la Colonia. Aquellos que han llegado a nuestro país lo hicieron con las visas correspondientes y a los diez años ha visitado el embajador mexicano para actualizar la documentación.

## Circuito histórico y productivo
- Tambo modelo
- Planta "Pagrum Samica" de purificación de sulfato de sodio
- Colonia Menonita "La Esperanza", con presencia de guía autorizado por los colonos menonitas, viendo fábrica de quesos, silos, iglesia, fábrica de muebles de cedro y roble, almacén tradicional
- Estancias turísticas (2): día de campo o mediodía de campo, paseos, tareas rurales, almuerzo criollo, merienda con dulces caseros imágenes
- Localidad de General Manuel Campos: fábrica de quesos y dulce de leche y de alimentos balanceados.

## Ferrocarril
La llegada del ferrocarril y los inmigrantes:
La llegada del ferrocarril fue un hecho de importancia trascendental que hizo posible la colonización, permitió la fundación del pueblo y la llegada de muchos criollos e inmigrantes que le dieron gran impulso a la agricultura. El ferrocarril constituía en esa época un medio revolucionario de transporte por la rapidez y la magnitud de sus cargar. Facilitaba enormemente el traslado de la producción a los puertos y centros de consumo.
Haciendo un rápido balance de esta etapa preliminar en la historia local de mediados de la década del '80 a 1906, es factible apreciar que la especulación sobre la compraventa de las tierras, la instalación de los primeros ganaderos y el surgimiento de una agricultura incipiente, marcan las características de esos primeros años signados por una dependencia económica de Bahía Blanca.
Si bien no es el centro de este relato la presencia del ferrocarril, no puede omitirse la referencia al mismo por cuanto su llegada cambiará definitivamente la organización socio-productiva de la región puesto que el hecho de contar con el paso de los trenes por un sitio hacia que el destino del mismo cambiara en forma rotunda. 
En diciembre de 1902 algunos propietarios de tierras situados entre Guatraché y Puan, ofrecieron a la empresa del Ferrocarril Sud donar los terrenos necesarios para la construcción de un ramal entre los puntos arriba mencionados y dedicar a la agricultura las tierras de sus propiedades si la empresa se comprometía a construirlo; la compañía aceptó la donación de los terrenos y prometió conseguir el capital necesario para la obra. Rápidamente se avanzó en los trámites necesarios y el 30 de septiembre de 1903, el congreso sancionó la ley N°4227 concediendo al Ferrocarril Sud la construcción del ramal a Guatraché y el contrato definitivo fue firmado el 16 de diciembre de 1903, efectuándose la inauguración de todo el ramal hasta Remecó el 5 de mayo de 1906. Quedaba así vinculado Guatraché y su zona de influencia al moderno mundo del ferrocarril.

## Clubes deportivos
Los clubes contribuyeron a conformar una identidad local. En tanto asociaciones que se caracterizaban por la cohesión social, estimularon la creación de identidades locales y/o regionales como también aspectos morales que deben recordarse; caballerosidad, respeto y equidad. 
A lo largo de la historia del pueblo, Guatraché contó con dos clubes que fueron y son de suma importancia para el desarrollo deportivo y cultural de la localidad. Club Atlético Pampero fue fundado en el año 1921 y Club Atlético Huracán en el año 1943. Dentro del fútbol de la zona sur de la Provincia son dos de los clubes más grandes: Pampero obtuvo 8 veces el título de la zona sur y en una ocasión el torneo Provincial mientras que Huracán logró 9 veces el título de la zona sur y se quedó con dos ediciones del torneo Provincial.

### Las primeras instituciones deportivas
Las tres primeras instituciones deportivas que se organizaron en el pueblo fueron el "Tiro Federal", el "Guatraché Foot Ball Club" y el "Guatraché Lawn Tennis y Croquet Club".
El club Tiro Federal fue fundado en el año 1911, y su primera Comisión Directiva estuvo formada por los señores Carlos F. Pérez como presidente y Lucio Betnaza como secretario, y fue completada por Emilio Fieg, Pedro Antonietti, Felipe Garro, Francisco Echeverría, José Egoñez, Miguel Landivar, Venancio Martínez y Diógenes Gómez.
Al año siguiente, la entidad adquirió un terreno donde se instaló el polígono en el que se realizaban prácticas periódicas de tiro y ejercicios afines.
En el año 1918 quedó interrumpida la vida de la institución, pionera de la localidad.
El Guatraché Foot Ball Club surgió el 11 de julio de 1915. Ésta es la primera institución creada esencialmente para la práctica del fútbol, deporte que, en ese entonces, apasionaba a grandes sectores de la provincia y el país.
Por último, el Guatraché Lawn Tennis y Croquet club fue fundado el 3 de septiembre de 1915 con una existencia fugaz. La primera comisión directiva fue integrada por Juan Mc (presidente), Reinaldo Abell (vicepresidente), Lionel Echeverría (secretario-tesorero) y como vocales: Pedro Sasella, Juan Williamson, Venancio Martínez y Daniel Gonet. Entre los nombres de los veintiséis vecinos que lo fundaron figuran: J. C. Lawrie, G. Rutgerson, Felipe Dawney, O. Backhouse, Luis Goupillaut, Felipe S. Garro, Alfredo Peña, Arturo Paeta, Laureano Rufino, Bernandro Mouesca, R. Ramírez Calderón, Jaime Jimson, Jacinto Rosende, Victor Planterose, Juan Simpson, Enrique Furmston, Guillermo Kennedy, J. Aleton, Heriberto Ferrario.
La juventud amante al deporte se encontraba sin el respaldo necesario para poder practicarlo. Como consecuencia de ello se hicieron varios intentos. En el año 1932 se fundó el Club Deportivo Ferroviario, siendo aprobado en el año 1933 su Estatuto. La primera comisión estaba INTEGRADA POR: Victoriano P. Pasquaré (presidente), Javier F. Llamas (vicepresidente), Vicente Casquete (secretario), Juan G. Llamas (pro-secretario), Julio Polita (tesorero), Dionicio C. D`Amico (pro-tesorero), vocales: Renzo Renzi, Teófilio Elberrig, Lázaro Kaplan, Aníbal Ralli y revisadores de cuentas: Javier Llamas y Victoriano Di Giorgi. Esta institución fue constituida por los ferroviarios, siendo su propósito: ”propender a la cultura e instrucción en general de sus asociados”. El fútbol fue el único deporte que realizaron los integrantes del ferroviario. Posteriormente surge el Club Independiente. Tanto el Club Ferroviario y el Club Independiente fracasaron durando una temporada. Fue entonces que los aficionados al fútbol se reunían y formaban equipos que no representaban a club alguno, más bien, representaban al pueblo y jugaban partidos con equipos de localidades vecinas. Para ese entonces no tenían distintivos que los representen, por ello, utilizaban camisetas del Club San Lorenzo de Almagro de Buenos Aires, prestadas por el párroco del pueblo.

## Iglesias en Guatraché
| Diócesis  | Santa Rosa en Argentina |
| --------- | ----------------------- |
| Parroquia | San Francisco Javier    |

Parroquia San Francisco Javier
El edificio de la iglesia se compone de una única nave longitudinal y un crucero transversal. Tiene las características de basílica romana. Son dos bóvedas de cañón corrido con el crucero enfatizado con arquería de madera laminada. La nave longitudinal se encuentra rematada por un ábside y en su inicio se levanta una imponente torre que actúa como campanario y posee a sus lados pequeñas capillas. La culminación de la torre jerarquiza el verticalismo con una imponente aguja al mejor estilo gótico, a la que se oponen la simplicidad, austeridad de la fachada con tendencias racionales en cuanto a su terminación. 
El Templo
La localidad de Guatraché fue fundada en las tierras que pertenecían a la Guatraché Land Company, una sociedad anónima de origen inglés.  Esta dio un gran empuje a la construcción de diversos edificios públicos y privados con la intención de que la ciudad se convirtiera en un pujante y próspero centro agrícola.  La iglesia fue una de las edificaciones que pergeñó y construyó.  El sacerdote italiano José Vespignani describe algunos por menores de la construcción: " arquitectónicamente peculiar, ya que los ladrillos no están ligados con cal, sino unidos con fango (sistema primitivo).  Por consiguiente las paredes están reforzadas con una especie de arneses exteriores que tienen un espesor extraordinario con una estructura que permite apuntalar y dar forma a la misma vez.  La torre sobre el frente es verdaderamente monumental..."
Así mismo señala que La Guatraché Land Company construyó el edificio sin destinarla a ningún culto particular, pero al ser los primeros habitantes -italianos, españoles y alemanes de Rusia- devotos de la Iglesia católica, el edificio fue cedido a esta última y confiado a los Salesianos en 1915. A dos años de la fundación del pueblo, se consagró el templo católico, bajo el patrocinio del misionero Jesuita San Francisco Javier. 
La inauguración tuvo lugar el 11 de noviembre de 1910 siendo bendecida por el padre Teodoro Kraemer.